# Dème d'Élis

Le dème d’Élis (grec moderne : Δήμος Ήλιδας, Đímos  Íliđas) est un dème (municipalité) de la périphérie de Grèce-Occidentale, dans le district régional d'Élide, en Grèce. 
Il a été créé en 2010 dans le cadre du programme Kapodistrias par la fusion des anciens dèmes d’Amaliáda et de Pinía, devenus des districts municipaux. Il tient son nom de la région de l'ancienne cité d'Élis.
Son siège est la localité d’Amaliáda. 

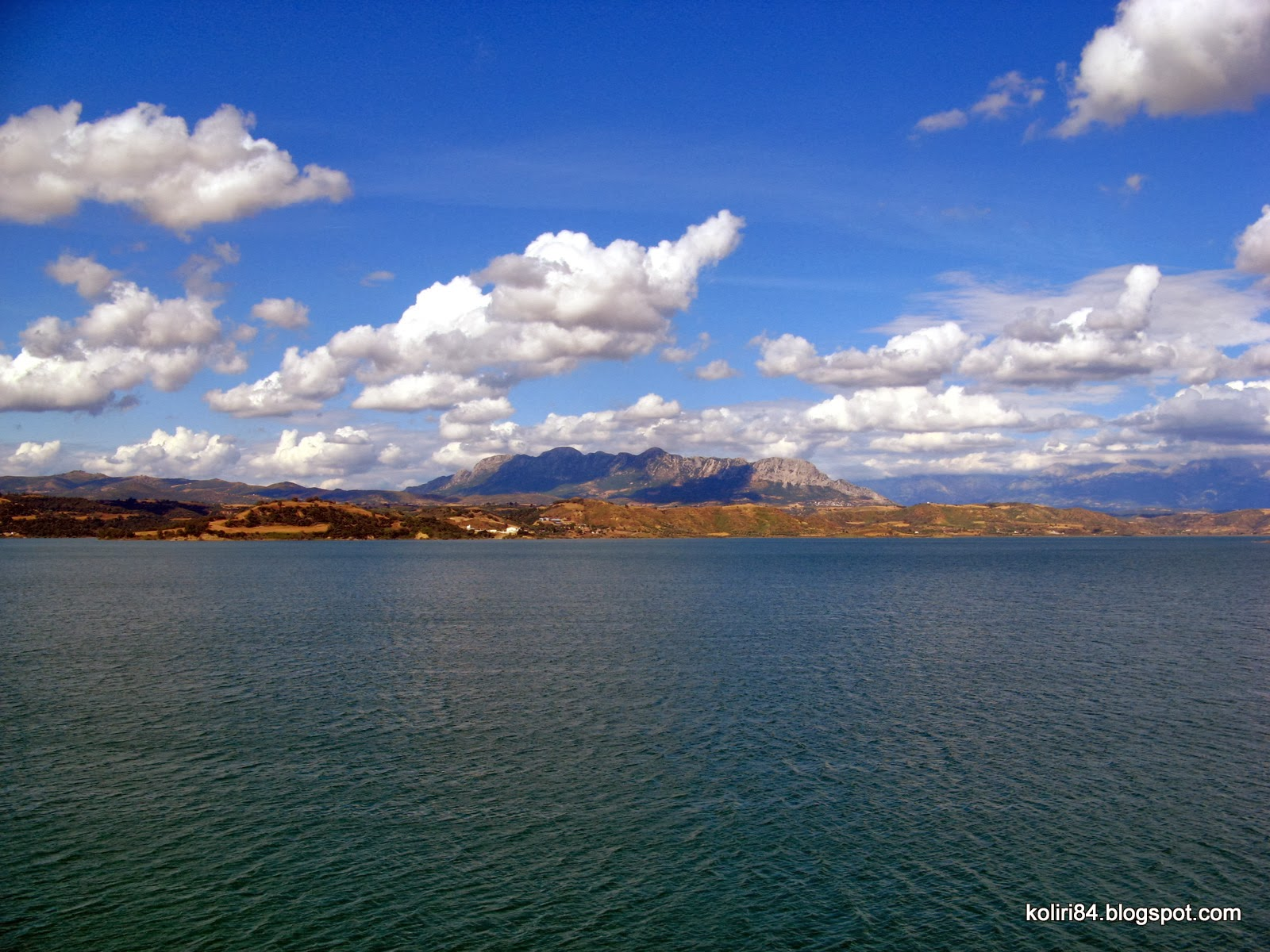
Le réservoir de Pinios

## Divisions

### District municipal d’Amaliáda

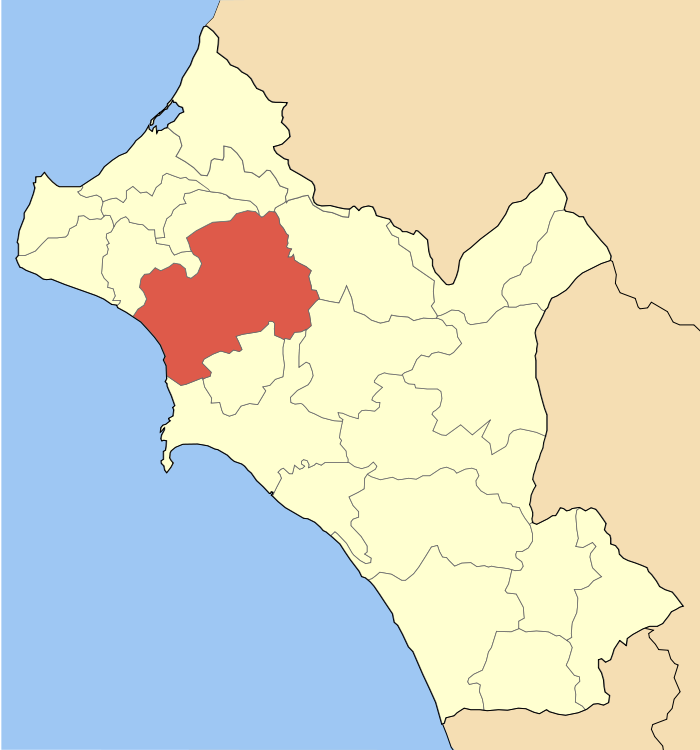

Comptant 32090 habitants, il comprend 
- la communauté municipale d’Amaliáda (20 030 hab.)

et 19 communautés locales, dont 
- Archéa Ílida (« Ancienne-Élis »), appelée Paléopolis avant 1915 (352 hab.)
- Kalývia (365 hab) près de laquelle se trouve le site de la cité antique d'Élis.

### District municipal de Pinía (5660 hab)

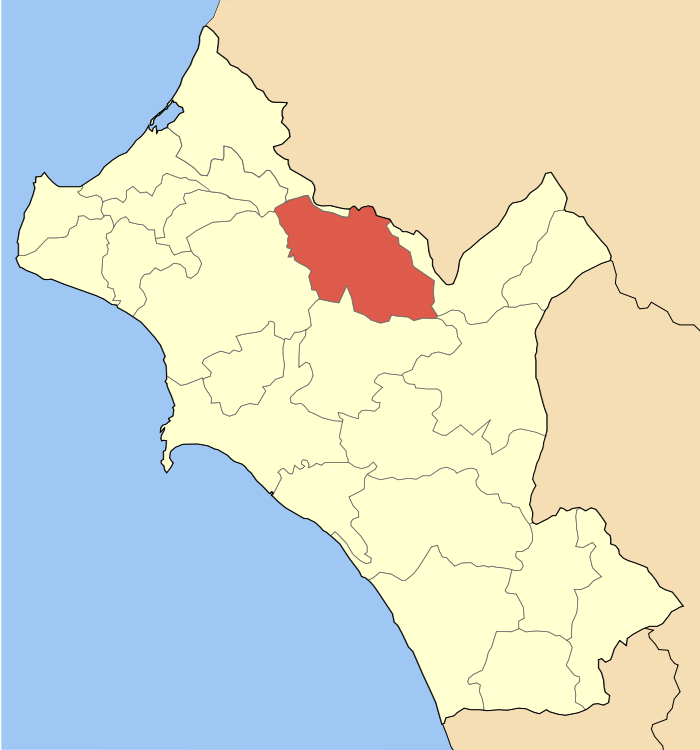

Il comprend 16 communautés locales, dont son siège, Simópoulo (527 hab.). Il tient son nom de la Pénéide (Πηνεία, Pinía), i.e. la région du fleuve Pénée).